# Melolontha pseudofurcicauda
Melolontha pseudofurcicauda är en skalbaggsart som beskrevs av Keith 2008. Melolontha pseudofurcicauda ingår i släktet Melolontha och familjen Melolonthidae. Inga underarter finns listade i Catalogue of Life.